# Нигижма

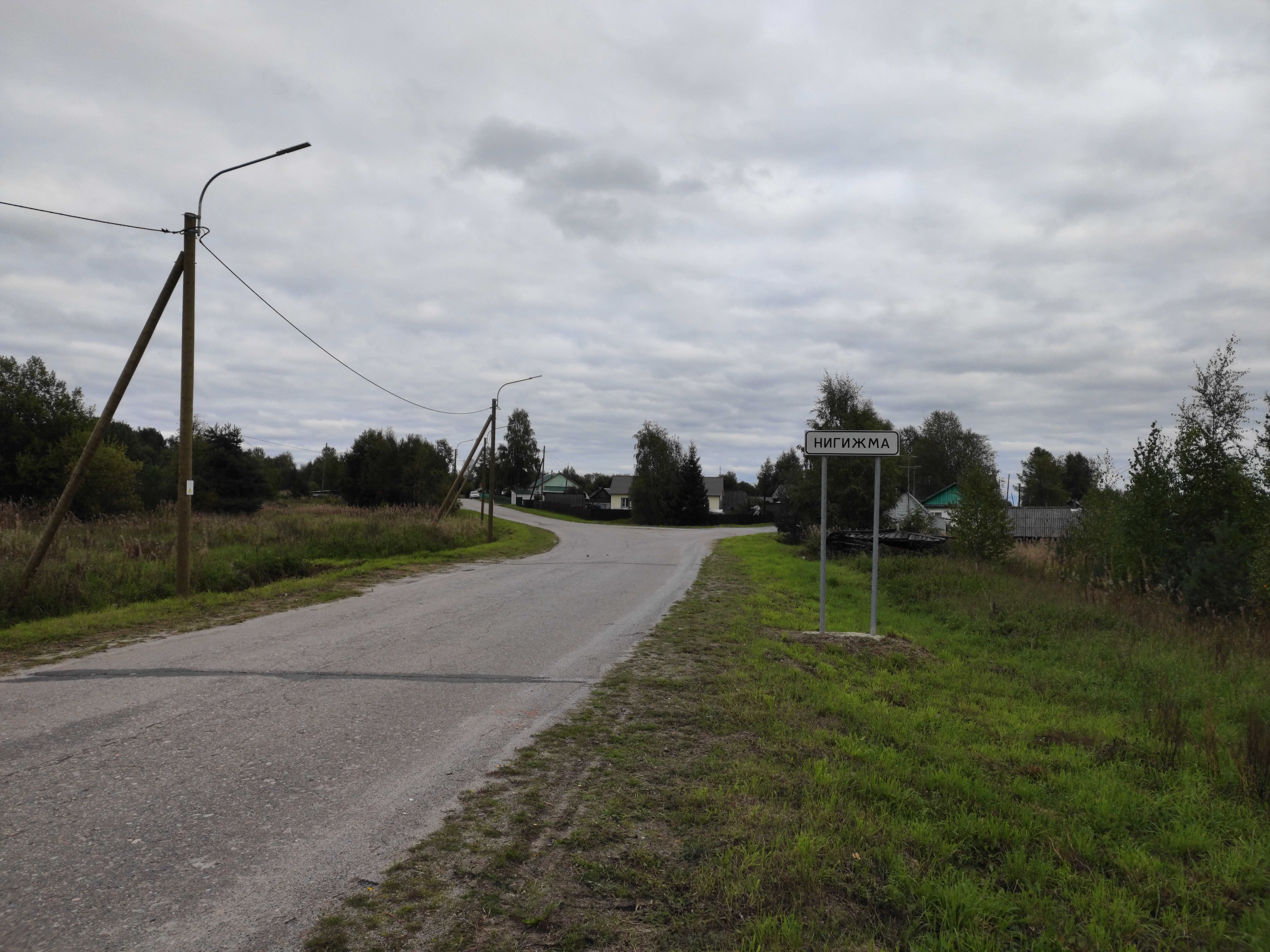

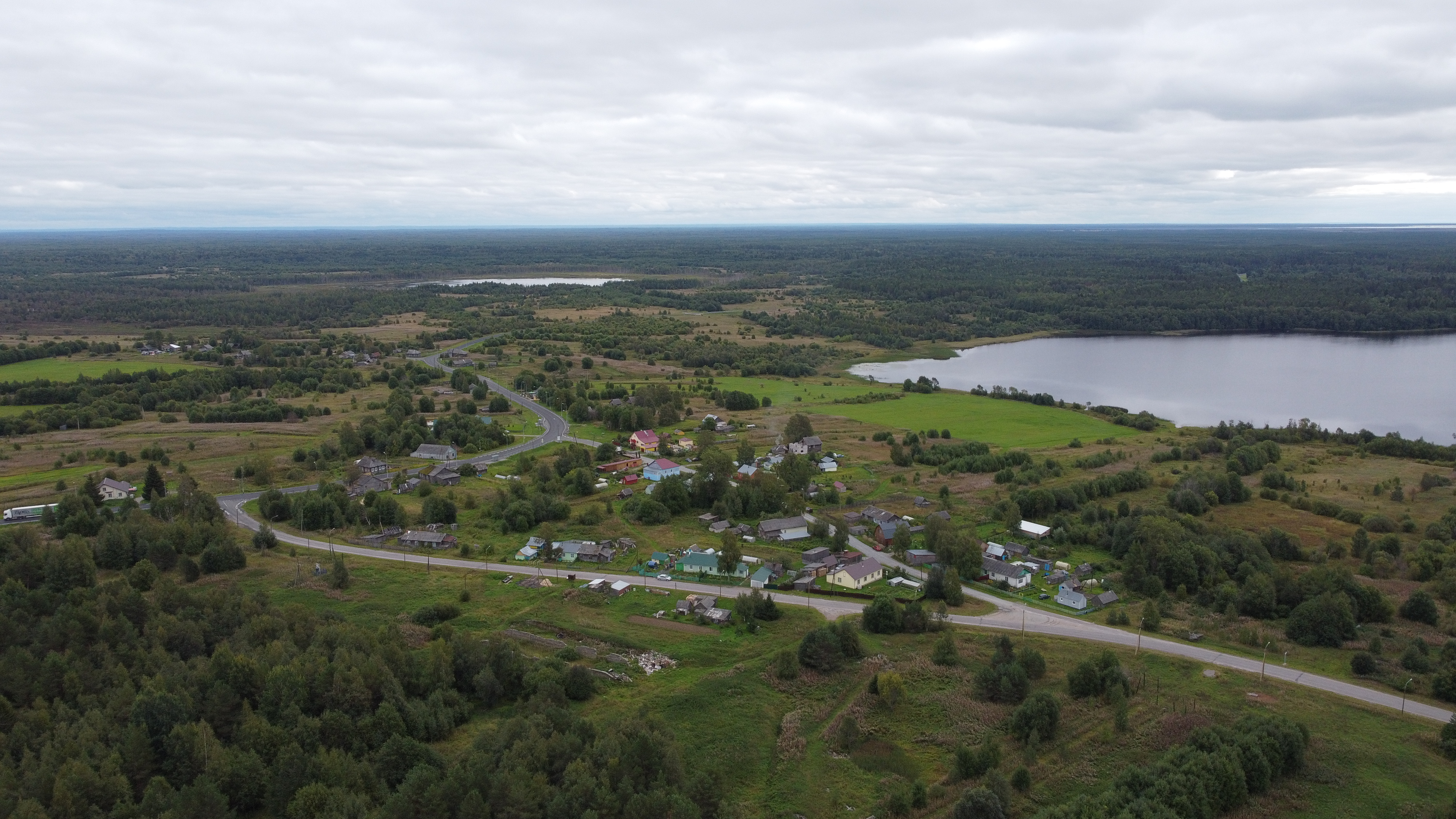

Ни́гижма — деревня в Пудожском районе Республики Карелия. Входит в состав Красноборского сельского поселения.

## География
Деревня находится на северо-восточном берегу Мурмозера, на федеральной автодороге А119 «Вологда — Медвежьегорск».

## История
20 февраля 1935 года постановлением Карельского ЦИК в деревне была закрыта церковь.

## Население
| 2002 | 2009 | 2010 | 2013 |
| ---- | ---- | ---- | ---- |
| 92   | →92  | ↘79  | ↘75  |

## Улицы
В деревне имеется одна улица — Пионерская.

## Известные уроженцы
- Шайжин, Николай Семёнович (1879—1950) — советский учёный-этнограф, фольклорист.